# Rafaelson
Rafaelson Bezerra Fernandes (ur. 30 marca 1997 w Pirapemas) – wietnamski piłkarz pochodzenia brazylijskiego występujący na pozycji napastnika, reprezentant Wietnamu, od 2023 roku zawodnik Thep Xanh Nam Dinh.
We wrześniu 2024 otrzymał wietnamskie obywatelstwo, przyjmując wietnamskie nazwisko Nguyễn Xuân Son. W tym samym roku rozpoczął występy w reprezentacji Wietnamu.